# ヴェイダス
『ヴェイダス』（リトアニア語: "Veidas"）は、リトアニアで発行されている週刊誌。世界のニュースや政治、ビジネスなどを扱う。1号あたり約6,000部を発行。
2001年3月1日に創刊された。雑誌の名前は、リトアニア語で「顔」を意味する単語 "veidas" に由来する。初代編集長はアウレリユス・カトケヴィチュス。

## ホロコースト否認をめぐる論争
2010年11月、『ヴェイダス』が掲載したペトラス・スタンケラスの論文の内容がホロコーストの存在を否認するものであったことから、その後国際的な論争を巻き起こした。スタンケラスは誌上で、ニュルンベルク裁判は「史上最大の笑劇であった」と述べ、600万のユダヤ人虐殺は「伝説」にすぎない、と指摘している。
このスタンケラスによる論文はその後スタンケラスが内務省相談役という公職に就いていたために各国政府からの非難を集め、特にイギリス、エストニア、オランダ、スウェーデン、ノルウェー、フィンランド、フランスの大使はリトアニア政府に対し7か国合同で抗議文書が提出された。また、ユダヤ人団体のサイモン・ウィーゼンタール・センターも同様にこの論文を批判した。リトアニアにおいて、ホロコーストの存在が公の場で否定されたのは独立回復後初めてのことである、とも指摘される。その後スタンケラスは相談役を辞職している。
その後、『ヴェイダス』発行人のアルギマンタス・シンデイキス (Algimantas Šindeikis) が、同誌において、スタンケラス論文をめぐる論争に関して「『ヴェイダス』編集部は反ユダヤ主義的なわけでもホロコーストの存在に懐疑的なわけでもない」とし、スタンケラスの意見には賛同しないとした上でホロコースト被害者らに対する謝罪を表明している。